# Elecciones provinciales de Corrientes de 1958
Las elecciones generales de la provincia de Corrientes de 1958 se realizaron el 23 de febrero, junto con las elecciones presidenciales y legislativas a nivel nacional. Se realizaron en el marco de la proscripción del peronismo que, imposibilitado para presentarse a elecciones, apoyó a la Unión Cívica Radical Intransigente (UCRI), una de las dos facciones en las que la Unión Cívica Radical se dividió en cuanto a su postura frente a la proscripción. En este contexto, el candidato a gobernador de la UCRI, Fernando Piragine Niveyro, obtuvo una victoria con el 41,32% de los votos.
Si bien no obtuvo la mayoría de los electores, Piragine Niveyro resultó elegido al lograr un pacto de gobierno con el Partido Autonomista que, sin embargo, incumplió. De este modo, y debido al hecho de que juntos ambos partidos hubieran obtenido la victoria, el autonomismo y el liberalismo forjaron el Pacto Autonomista - Liberal, coalición distrital que permanecería como fuerza importante en la provincia hasta el año 2000.

## Resultados

### Gobernador y Vicegobernador
| Fórmula                   | Fórmula               | Partido         | Partido                                                   | Votos   | %     | Electores |
| Gobernador                | Vicegobernador        | Partido         | Partido                                                   | Votos   | %     | Electores |
| ------------------------- | --------------------- | --------------- | --------------------------------------------------------- | ------- | ----- | --------- |
| Fernando Piragine Niveyro | Félix María Goméz     |                 | Unión Cívica Radical Intransigente                        | 92.788  | 41,32 | 10/26     |
| Mariano Gómez             | Diego Díaz Colodrero  |                 | Partido Liberal                                           | 52.124  | 23,21 | 6/26      |
| Elías Abad                | Pedro Obregón         |                 | Partido Demócrata Autonomista Conservador Popular         | 37.972  | 16,91 | 5/26      |
| Cándido Quiroz            | Armando Romero        |                 | Unión Cívica Radical del Pueblo                           | 20.091  | 8,95  | 3/26      |
| Roberto Speroni           | Luis Liotti           |                 | Partido Demócrata Cristiano                               | 11.715  | 5,22  | 2/26      |
|                           |                       |                 | Partido Demócrata Autonomista (Junta Renovadora Nacional) | 4.480   | 1,99  |           |
|                           |                       |                 | Partido Azul y Blanco                                     | 3.008   | 1,34  |           |
| Adolfo Navajas Artaza     | León Horacio Gutnisky |                 | Partido Demócrata Progresista                             | 2.384   | 1,06  |           |
|                           |                       |                 |                                                           |         |       |           |
| Votos positivos           | Votos positivos       | Votos positivos | Votos positivos                                           | 224.562 | 92,20 |           |
| Votos en blanco           | Votos en blanco       | Votos en blanco | Votos en blanco                                           | 18.570  | 7,62  |           |
| Votos anulados            | Votos anulados        | Votos anulados  | Votos anulados                                            | 423     | 0,17  |           |
| Total de votos            | Total de votos        | Total de votos  | Total de votos                                            | 243.555 | 100   |           |
| Fuente:                   |                       |                 |                                                           |         |       |           |

#### Resultados por secciones electorales
| 1ª Sección Electoral 9 Electores | 1ª Sección Electoral 9 Electores                          | 1ª Sección Electoral 9 Electores | 1ª Sección Electoral 9 Electores | 1ª Sección Electoral 9 Electores | 1ª Sección Electoral 9 Electores                                                                    |
| Partido                          | Partido                                                   | Votos                            | %                                | Bancas                           | Electos                                                                                             |
| -------------------------------- | --------------------------------------------------------- | -------------------------------- | -------------------------------- | -------------------------------- | --------------------------------------------------------------------------------------------------- |
|                                  | Unión Cívica Radical Intransigente                        | 37.709                           | 42,62                            | 4/9                              | - Blas Benjamín de la Vega - Julián Fortunato Enríquez - Victorino Moisés - Francisco Luis Vallejos |
|                                  | Partido Liberal                                           | 18.113                           | 20,47                            | 2/9                              | - Raimundo Robustiano Meabe - Benigno Antonio Pérez                                                 |
|                                  | Partido Demócrata Autonomista Conservador Popular         | 15.987                           | 18,07                            | 2/9                              | - Lucía Zulema Cabral - Ángel Mórtola                                                               |
|                                  | Unión Cívica Radical del Pueblo                           | 7.615                            | 8,61                             | 1/9                              | - José M. Bonet                                                                                     |
|                                  | Partido Demócrata Cristiano                               | 4.673                            | 5,28                             |                                  | |
|                                  | Partido Demócrata Autonomista (Junta Renovadora Nacional) | 2.129                            | 2,41                             |                                  | |
|                                  | Partido Azul y Blanco                                     | 1.505                            | 1,70                             |                                  | |
|                                  | Partido Demócrata Progresista                             | 752                              | 0,85                             |                                  | |
|                                  |                                                           |                                  |                                  |                                  | |
| Votos positivos                  | Votos positivos                                           | 88.483                           | 93,35                            |                                  | |
| Votos en blanco                  | Votos en blanco                                           | 6.089                            | 6,42                             |                                  | |
| Votos anulados                   | Votos anulados                                            | 218                              | 0,23                             |                                  | |
| Total de votos                   | Total de votos                                            | 94.790                           | 100                              |                                  | |
| 2ª Sección Electoral 9 Electores |                                                           |                                  |                                  |                                  | |
| Partido                          | Partido                                                   | Votos                            | %                                | Bancas                           | Electos                                                                                             |
|                                  | Unión Cívica Radical Intransigente                        | 27.103                           | 37,73                            | 3/9                              | - Miguel Benjamín Barreiro - Arsenio Spagnolo - César Simón Gauna                                   |
|                                  | Partido Liberal                                           | 19.331                           | 26,91                            | 2/9                              | - Julio Amílcar Hormae - Guillermo Alejo Perrens                                                    |
|                                  | Partido Demócrata Autonomista Conservador Popular         | 12.180                           | 16,95                            | 2/9                              | - Ángel Hernando Colombo - Eugenio Mancini                                                          |
|                                  | Unión Cívica Radical del Pueblo                           | 6.821                            | 9,49                             | 1/9                              | - Héctor Isidoro Freire                                                                             |
|                                  | Partido Demócrata Cristiano                               | 4.239                            | 5,90                             | 1/9                              | - José María Damián Farizano                                                                        |
|                                  | Partido Demócrata Autonomista (Junta Renovadora Nacional) | 1.000                            | 1,39                             |                                  | |
|                                  | Partido Azul y Blanco                                     | 779                              | 1,08                             |                                  | |
|                                  | Partido Demócrata Progresista                             | 385                              | 0,54                             |                                  | |
|                                  |                                                           |                                  |                                  |                                  | |
| Votos positivos                  | Votos positivos                                           | 71.838                           | 94,90                            |                                  | |
| Votos en blanco                  | Votos en blanco                                           | 3.745                            | 4,95                             |                                  | |
| Votos anulados                   | Votos anulados                                            | 115                              | 0,15                             |                                  | |
| Total de votos                   | Total de votos                                            | 75.698                           | 100                              |                                  | |
| 3ª Sección Electoral 8 Electores |                                                           |                                  |                                  |                                  | |
| Partido                          | Partido                                                   | Votos                            | %                                | Bancas                           | Electos                                                                                             |
|                                  | Unión Cívica Radical Intransigente                        | 27.976                           | 43,55                            | 3/8                              | - María Doralisa Navone de Saponi - Arturo Escobar - Carlos Ramón Goyeneche                         |
|                                  | Partido Liberal                                           | 14.680                           | 22,85                            | 2/8                              | - Marco Acuña - Rodolfo Gustavo Portillo                                                            |
|                                  | Partido Demócrata Autonomista Conservador Popular         | 9.805                            | 15,26                            | 1/8                              | - Joaquín Raggio                                                                                    |
|                                  | Unión Cívica Radical del Pueblo                           | 5.655                            | 8,80                             | 1/8                              | - Andrés Avelino Arballo                                                                            |
|                                  | Partido Demócrata Cristiano                               | 2.803                            | 4,36                             | 1/8                              | - Antonio Pujol                                                                                     |
|                                  | Partido Demócrata Autonomista (Junta Renovadora Nacional) | 1.351                            | 2,10                             |                                  | |
|                                  | Partido Demócrata Progresista                             | 1.247                            | 1,94                             |                                  | |
|                                  | Partido Azul y Blanco                                     | 724                              | 1,13                             |                                  | |
|                                  |                                                           |                                  |                                  |                                  | |
| Votos positivos                  | Votos positivos                                           | 64.241                           | 87,92                            |                                  | |
| Votos en blanco                  | Votos en blanco                                           | 8.736                            | 11,96                            |                                  | |
| Votos anulados                   | Votos anulados                                            | 90                               | 0,12                             |                                  | |
| Total de votos                   | Total de votos                                            | 73.067                           | 100                              |                                  | |

### Cámara de Diputados
| Partido/Alianza | Partido/Alianza                                           | Votos   | %     | Bancas |
| --------------- | --------------------------------------------------------- | ------- | ----- | ------ |
|                 | Unión Cívica Radical Intransigente                        | 85.565  | 39,23 | 10/26  |
|                 | Partido Liberal                                           | 51.223  | 23,49 | 6/26   |
|                 | Partido Demócrata Autonomista Conservador Popular         | 37.927  | 17,39 | 5/26   |
|                 | Unión Cívica Radical del Pueblo                           | 20.086  | 9,21  | 3/26   |
|                 | Partido Demócrata Cristiano                               | 11.783  | 5,40  | 2/26   |
|                 | Partido Demócrata Autonomista (Junta Renovadora Nacional) | 4.912   | 2,25  |        |
|                 | Partido Azul y Blanco                                     | 2.981   | 1,37  |        |
|                 | Partido Demócrata Progresista                             | 2.348   | 1,08  |        |
|                 | Partido Comunista                                         | 1.270   | 0,58  |        |
|                 |                                                           |         |       |        |
| Votos positivos | Votos positivos                                           | 218.095 | 92,00 |        |
| Votos en blanco | Votos en blanco                                           | 18.535  | 7,82  |        |
| Votos anulados  | Votos anulados                                            | 423     | 0,18  |        |
| Total de votos  | Total de votos                                            | 237.053 | 100   |        |
| Fuente:         |                                                           |         |       |        |

#### Resultados por secciones electorales
| 1ª Sección Electoral 9 Diputados | 1ª Sección Electoral 9 Diputados                          | 1ª Sección Electoral 9 Diputados | 1ª Sección Electoral 9 Diputados | 1ª Sección Electoral 9 Diputados | 1ª Sección Electoral 9 Diputados                                                        |
| Partido                          | Partido                                                   | Votos                            | %                                | Bancas                           | Electos                                                                                 |
| -------------------------------- | --------------------------------------------------------- | -------------------------------- | -------------------------------- | -------------------------------- | --------------------------------------------------------------------------------------- |
|                                  | Unión Cívica Radical Intransigente                        | 37.557                           | 42,49                            | 4/9                              | - Luis Adán Maciel - Miguel Tomás Arnoldi - Abel Blanco - Concepción Pont de Guastavino |
|                                  | Partido Liberal                                           | 17.240                           | 19,50                            | 2/9                              | - Ricardo Guillermo Leconte - Simón C. Bustinduy                                        |
|                                  | Partido Demócrata Autonomista Conservador Popular         | 15.936                           | 18,03                            | 2/9                              | - José María Yáñez Calderón - Sergio Laudino Maidana                                    |
|                                  | Unión Cívica Radical del Pueblo                           | 7.611                            | 8,61                             | 1/9                              | - Jesús Salvador Cabral                                                                 |
|                                  | Partido Demócrata Cristiano                               | 4.707                            | 5,32                             |                                  |                                                                                         |
|                                  | Partido Demócrata Autonomista (Junta Renovadora Nacional) | 2.544                            | 2,88                             |                                  |                                                                                         |
|                                  | Partido Azul y Blanco                                     | 1.530                            | 1,73                             |                                  |                                                                                         |
|                                  | Partido Demócrata Progresista                             | 749                              | 0,85                             |                                  |                                                                                         |
|                                  | Partido Comunista                                         | 526                              | 0,60                             |                                  |                                                                                         |
|                                  |                                                           |                                  |                                  |                                  |                                                                                         |
| Votos positivos                  | Votos positivos                                           | 88.400                           | 93,37                            |                                  |                                                                                         |
| Votos en blanco                  | Votos en blanco                                           | 6.055                            | 6,40                             |                                  |                                                                                         |
| Votos anulados                   | Votos anulados                                            | 223                              | 0,24                             |                                  |                                                                                         |
| Total de votos                   | Total de votos                                            | 94.678                           | 100                              |                                  |                                                                                         |
| 2ª Sección Electoral 9 Diputados |                                                           |                                  |                                  |                                  |                                                                                         |
| Partido                          | Partido                                                   | Votos                            | %                                | Bancas                           | Electos                                                                                 |
|                                  | Unión Cívica Radical Intransigente                        | 27.044                           | 37,50                            | 3/9                              | - Guillermo Chamorro - Marcos Azulay - Carlos Miguel Battestín                          |
|                                  | Partido Liberal                                           | 19.315                           | 26,78                            | 2/9                              | - Ángel Manuel Duarte - Yolanda Esther Olivieri de Valega                               |
|                                  | Partido Demócrata Autonomista Conservador Popular         | 12.179                           | 16,89                            | 2/9                              | - Higinio Antonio Juan Crisóstomo Arbo - Miguel Antonio Majul                           |
|                                  | Unión Cívica Radical del Pueblo                           | 6.837                            | 9,48                             | 1/9                              | - José Lorenzo Erdoyz                                                                   |
|                                  | Partido Demócrata Cristiano                               | 4.257                            | 5,90                             | 1/9                              | - Daniel Juan Amadeo Videla                                                             |
|                                  | Partido Demócrata Autonomista (Junta Renovadora Nacional) | 994                              | 1,38                             |                                  |                                                                                         |
|                                  | Partido Azul y Blanco                                     | 729                              | 1,01                             |                                  |                                                                                         |
|                                  | Partido Demócrata Progresista                             | 389                              | 0,54                             |                                  |                                                                                         |
|                                  | Partido Comunista                                         | 370                              | 0,51                             |                                  |                                                                                         |
|                                  |                                                           |                                  |                                  |                                  |                                                                                         |
| Votos positivos                  | Votos positivos                                           | 72.114                           | 94,92                            |                                  |                                                                                         |
| Votos en blanco                  | Votos en blanco                                           | 3.744                            | 4,93                             |                                  |                                                                                         |
| Votos anulados                   | Votos anulados                                            | 113                              | 0,15                             |                                  |                                                                                         |
| Total de votos                   | Total de votos                                            | 75.971                           | 100                              |                                  |                                                                                         |
| 3ª Sección Electoral 8 Diputados |                                                           |                                  |                                  |                                  |                                                                                         |
| Partido                          | Partido                                                   | Votos                            | %                                | Bancas                           | Electos                                                                                 |
|                                  | Unión Cívica Radical Intransigente                        | 20.964                           | 36,41                            | 3/8                              | - Ofelia Pabón de Etchegaray - Carlos Néstor Romero - Enrique Raúl Maffezzoni           |
|                                  | Partido Liberal                                           | 14.668                           | 25,47                            | 2/8                              | - Alías Abel Yontob - Raúl Edgardo Grebe                                                |
|                                  | Partido Demócrata Autonomista Conservador Popular         | 9.812                            | 17,04                            | 1/8                              | - Marcos Osorio                                                                         |
|                                  | Unión Cívica Radical del Pueblo                           | 5.638                            | 9,79                             | 1/8                              | - Juan Cancio Soto                                                                      |
|                                  | Partido Demócrata Cristiano                               | 2.819                            | 4,90                             | 1/8                              | - Juan José Ventura Pais                                                                |
|                                  | Partido Demócrata Autonomista (Junta Renovadora Nacional) | 1.374                            | 2,39                             |                                  |                                                                                         |
|                                  | Partido Demócrata Progresista                             | 1.210                            | 2,10                             |                                  |                                                                                         |
|                                  | Partido Azul y Blanco                                     | 722                              | 1,25                             |                                  |                                                                                         |
|                                  | Partido Comunista                                         | 374                              | 0,65                             |                                  |                                                                                         |
|                                  |                                                           |                                  |                                  |                                  |                                                                                         |
| Votos positivos                  | Votos positivos                                           | 57.581                           | 86,71                            |                                  |                                                                                         |
| Votos en blanco                  | Votos en blanco                                           | 8.736                            | 13,16                            |                                  |                                                                                         |
| Votos anulados                   | Votos anulados                                            | 87                               | 0,13                             |                                  |                                                                                         |
| Total de votos                   | Total de votos                                            | 66.404                           | 100                              |                                  |                                                                                         |

### Cámara de Senadores
| Partido/Alianza | Partido/Alianza                                           | Votos   | %     | Bancas |
| --------------- | --------------------------------------------------------- | ------- | ----- | ------ |
|                 | Unión Cívica Radical Intransigente                        | 85.577  | 38,66 | 6/13   |
|                 | Partido Liberal                                           | 51.662  | 23,34 | 3/13   |
|                 | Partido Demócrata Autonomista Conservador Popular         | 37.953  | 17,14 | 3/13   |
|                 | Unión Cívica Radical del Pueblo                           | 20.093  | 9,08  | 1/13   |
|                 | Partido Demócrata Cristiano                               | 11.762  | 5,31  |        |
|                 | Partido Demócrata Autonomista (Junta Renovadora Nacional) | 4.904   | 2,22  |        |
|                 | Partido Demócrata Progresista                             | 5.146   | 2,32  |        |
|                 | Partido Azul y Blanco                                     | 3.020   | 1,36  |        |
|                 | Partido Comunista                                         | 1.259   | 0,57  |        |
|                 |                                                           |         |       |        |
| Votos positivos | Votos positivos                                           | 221.376 | 92,12 |        |
| Votos en blanco | Votos en blanco                                           | 18.529  | 7,71  |        |
| Votos anulados  | Votos anulados                                            | 417     | 0,17  |        |
| Total de votos  | Total de votos                                            | 240.322 | 100   |        |
| Fuente:         |                                                           |         |       |        |

#### Resultados por secciones electorales
| 1ª Sección Electoral 5 Senadores | 1ª Sección Electoral 5 Senadores                          | 1ª Sección Electoral 5 Senadores | 1ª Sección Electoral 5 Senadores | 1ª Sección Electoral 5 Senadores | 1ª Sección Electoral 5 Senadores                          |
| Partido                          | Partido                                                   | Votos                            | %                                | Bancas                           | Electos                                                   |
| -------------------------------- | --------------------------------------------------------- | -------------------------------- | -------------------------------- | -------------------------------- | --------------------------------------------------------- |
|                                  | Unión Cívica Radical Intransigente                        | 37.578                           | 42,26                            | 2/5                              | - Patricio Eudoro Vargas Gómez - Juan Constantino Lértora |
|                                  | Partido Liberal                                           | 17.725                           | 19,93                            | 1/5                              | - Ramón José María Serial Jara                            |
|                                  | Partido Demócrata Autonomista Conservador Popular         | 15.960                           | 17,95                            | 1/5                              | - Justino Carballo Romero                                 |
|                                  | Unión Cívica Radical del Pueblo                           | 7.630                            | 8,58                             | 1/5                              | - Rodolfo Cándido Roibón                                  |
|                                  | Partido Demócrata Cristiano                               | 4.699                            | 5,28                             |                                  |                                                           |
|                                  | Partido Demócrata Autonomista (Junta Renovadora Nacional) | 2.543                            | 2,86                             |                                  |                                                           |
|                                  | Partido Azul y Blanco                                     | 1.517                            | 1,71                             |                                  |                                                           |
|                                  | Partido Demócrata Progresista                             | 757                              | 0,85                             |                                  |                                                           |
|                                  | Partido Comunista                                         | 520                              | 0,58                             |                                  |                                                           |
|                                  |                                                           |                                  |                                  |                                  |                                                           |
| Votos positivos                  | Votos positivos                                           | 88.929                           | 93,42                            |                                  |                                                           |
| Votos en blanco                  | Votos en blanco                                           | 6.050                            | 6,36                             |                                  |                                                           |
| Votos anulados                   | Votos anulados                                            | 215                              | 0,23                             |                                  |                                                           |
| Total de votos                   | Total de votos                                            | 95.194                           | 100                              |                                  |                                                           |
| 2ª Sección Electoral 4 Senadores |                                                           |                                  |                                  |                                  |                                                           |
| Partido                          | Partido                                                   | Votos                            | %                                | Bancas                           | Electos                                                   |
|                                  | Unión Cívica Radical Intransigente                        | 27.030                           | 36,08                            | 2/4                              | - Silvano Ramón Espinoza - Andrés Mario Millán            |
|                                  | Partido Liberal                                           | 19.305                           | 25,77                            | 1/4                              | - Ramón Ulices Igarzábal                                  |
|                                  | Partido Demócrata Autonomista Conservador Popular         | 12.182                           | 16,26                            | 1/4                              | - Juan Pedro Llano                                        |
|                                  | Unión Cívica Radical del Pueblo                           | 6.830                            | 9,12                             |                                  |                                                           |
|                                  | Partido Demócrata Cristiano                               | 4.250                            | 5,67                             |                                  |                                                           |
|                                  | Partido Demócrata Progresista                             | 3.189                            | 4,26                             |                                  |                                                           |
|                                  | Partido Demócrata Autonomista (Junta Renovadora Nacional) | 988                              | 1,32                             |                                  |                                                           |
|                                  | Partido Azul y Blanco                                     | 782                              | 1,04                             |                                  |                                                           |
|                                  | Partido Comunista                                         | 368                              | 0,49                             |                                  |                                                           |
|                                  |                                                           |                                  |                                  |                                  |                                                           |
| Votos positivos                  | Votos positivos                                           | 74.924                           | 95,10                            |                                  |                                                           |
| Votos en blanco                  | Votos en blanco                                           | 3.744                            | 4,75                             |                                  |                                                           |
| Votos anulados                   | Votos anulados                                            | 115                              | 0,15                             |                                  |                                                           |
| Total de votos                   | Total de votos                                            | 78.783                           | 100                              |                                  |                                                           |
| 3ª Sección Electoral 4 Senadores |                                                           |                                  |                                  |                                  |                                                           |
| Partido                          | Partido                                                   | Votos                            | %                                | Bancas                           | Electos                                                   |
|                                  | Unión Cívica Radical Intransigente                        | 20.969                           | 36,45                            | 2/4                              | - Salvador Luis Bravo - Mario de León                     |
|                                  | Partido Liberal                                           | 14.632                           | 25,44                            | 1/4                              | - Edgar Belcastro                                         |
|                                  | Partido Demócrata Autonomista Conservador Popular         | 9.811                            | 17,06                            | 1/4                              | - Fernando Ruiz                                           |
|                                  | Unión Cívica Radical del Pueblo                           | 5.633                            | 9,79                             |                                  |                                                           |
|                                  | Partido Demócrata Cristiano                               | 2.813                            | 4,89                             |                                  |                                                           |
|                                  | Partido Demócrata Autonomista (Junta Renovadora Nacional) | 1.373                            | 2,39                             |                                  |                                                           |
|                                  | Partido Demócrata Progresista                             | 1.200                            | 2,09                             |                                  |                                                           |
|                                  | Partido Azul y Blanco                                     | 721                              | 1,25                             |                                  |                                                           |
|                                  | Partido Comunista                                         | 371                              | 0,64                             |                                  |                                                           |
|                                  |                                                           |                                  |                                  |                                  |                                                           |
| Votos positivos                  | Votos positivos                                           | 57.523                           | 86,70                            |                                  |                                                           |
| Votos en blanco                  | Votos en blanco                                           | 8.735                            | 13,17                            |                                  |                                                           |
| Votos anulados                   | Votos anulados                                            | 87                               | 0,13                             |                                  |                                                           |
| Total de votos                   | Total de votos                                            | 66.345                           | 100                              |                                  |                                                           |